# Zlatna
Zlatna (tysk: Klein-Schlatten, Kleinschlatten, Goldenmarkt}; ungarsk: Zalatna; latin: Ampellum) er en by i distriktet Alba , det centrale Transsylvanien, Rumænien.
Byen har 6.652 (2021) indbyggere.

## Geografi
Zlatna ligger 36 km nordvest for distriktets hovedstad, Alba Iulia, på grænsen til distriktet Hunedoara. Byen ligger i Zlatna-sænkningen, mellem Metaliferi-bjergene og Trascău-bjergene, i den sydlige del af Apusenibjergene, og ligger ved sammenløbet af floden Ampoi- med Valea Morilor bæk.

## Historie
Der har eksisteret en guldminedrift i området siden romertiden, hvor det var kendt som et municipium under navnet Ampellum. Navnet Zlatna (afledt af den slaviske betegnelse for guld) blev første gang nævnt i et dokument fra 1347. I 1387 fik den status som by. I 1619-1620 bragte Gabriel Bethlen, et par hundrede tyske og slovakiske bosættere til Zlatna for at arbejde i minerne. Grundstoffet Tellur blev først opdaget i en mine i Zlatna i 1782 af den østrigske mineralog Franz-Joseph Müller von Reichenstein (en). Zlatna fik sin bystatus tilbage i 1968, efter at den i en periode officielt var en kommune.

## Galleri
- Centrum i Zlatna
- Sankt Nikolaus' og Jomfru Marias fødselskirke
- Dormition-kirken
- Buste af Avram Iancu (en)